# Panaxia formosana
Panaxia formosana är en fjärilsart som beskrevs av Miyake. 1911. Panaxia formosana ingår i släktet Panaxia och familjen björnspinnare. Inga underarter finns listade i Catalogue of Life.